# Ulrich von Witten
Ulrich Julius Egon von Witten (* 25. September 1926 in Königsberg i. Pr.; † 4. November 2015 in Celle) war ein deutscher Verwaltungsjurist und Kommunalbeamter. Zuletzt war er Oberstadtdirektor in Celle.

## Leben
Ulrich von Witten war Sohn des Regierungsrates Egon von Witten. Er besuchte Schulen in Lötzen, Marienwerder und  Memel. Seit 1943 Marinehelfer, konnte er Mitte 1944 in Heydekrug das Notabitur ablegen. Wegen einer schweren Erkrankung wurde er vom Kriegsdienst zurückgestellt. Zum Wintersemester 1944/45 immatrikulierte er sich an der Albertus-Universität Königsberg für Rechtswissenschaft. Er erwog bei Masovia oder Littuania Corpsstudent zu werden, sobald es wieder möglich wäre. Allerdings wurde er doch zum Heer (Wehrmacht) eingezogen und nach der Grundausbildung bei der Heeresküstenbatterie Samland eingesetzt. Der 250-jährigen Soldatentradition seiner Familie folgend, meldete er sich für die Laufbahn als Reserveoffizier. Ende Oktober 1944 wurde er zu einem ROB-Lehrgang in Mohrungen abkommandiert. Im Januar 1945 kam er zur  28. Jäger-Division, die in der Kesselschlacht von Heiligenbeil kämpfte. Am 15. März 1945 zerstörte ein Granatsplitter seine Glottis und zwei Zehen. Er wurde geborgen und in ein Hilfslazarett gebracht. Scheinbar tot, wurde er in einen Leichensack gesteckt. Von Granateinschlägen sowjetischer Panzer geweckt, befreite er sich aus dem Leichensack. Nachdem ein Veterinär den verwundeten Fuß teilamputiert hatte, gelangte von Witten als einer der wenigen Überlebenden der Kesselschlacht nach Kopenhagen. Dort und in Itzehoe wurde er in einem Lazarett behandelt. Danach kam er in Hannover bei den einzigen Verwandten in Westdeutschland unter.
Er holte 1946 in einem Sonderlehrgang das Abitur nach und studierte Rechtswissenschaft an der  Georg-August-Universität. 1948 wurde er im Corps Hannovera Göttingen aktiv. Mit einem weiteren Hannoveraner rekonstituierte er 1951 das Corps Nassovia Würzburg. Als Inaktiver wechselte er an die  Rheinische Friedrich-Wilhelms-Universität Bonn. Nachdem er 1951 das Referendarexamen abgelegt hatte, wurde er 1956 noch Mitglied des Corps Pomerania-Silesia im Weinheimer Senioren-Convent. Dem heute in Bayreuth ansässigen Corps hatte schon sein Vater angehört. Seit 1956 Assessor, wurde er 1958 in Bonn zum Dr. iur. promoviert. Bereits 1956 in die niedersächsische Finanzverwaltung eingetreten, leitete er zuletzt als Oberregierungsrat die Steuerfahndung in Oldenburg (Oldb). Witten wurde 1966 als Stadtkämmerer der Stadt Celle als Beamter auf Zeit eingestellt. Wenig später wurde ihm die allgemeine Vertretung des Oberstadtdirektors übertragen. Am 1. September 1977 wurde er selbst zum Oberstadtdirektor berufen. 1989 wurde er in den Ruhestand versetzt. Besonders am Herzen lagen ihm die Stadtentwicklung, die Wirtschaftsförderung und das Stadtmarketing. In seine Amtszeit fielen die Erschließung des Gewerbegebiets Westercelle und des Wohngebiets Klein Hehlen West. Seit 1989 im Ruhestand, war er im Zuge der Deutschen Wiedervereinigung 1991/1992 als Berater im Innenministerium des Landes Mecklenburg-Vorpommern in Schwerin tätig.
Ulrich von Witten war vielseitig staatsbürgerlich und ehrenamtlich engagiert. Er war von 1977 bis 1989 Landschaftsrat der Landschaft des ehemaligen Fürstentums Lüneburg.  Bei der Bundeswehr wurde er Oberst der Reserve. Mob-beordert war er als stellvertretender Artilleriekommandeur des I. Korps. Er befasste sich mit der Geschichte seiner drei Corps, so als Mitarbeiter von Franz Stadtmüller. Er veröffentlichte mehrere Schriften über seinen Hauptwirkungsort Celle.
Verheiratet war er seit 1961 mit Selke von Wedemeyer. Aus der Ehe gingen zwei Töchter und ein Sohn mit sechs Enkelkindern hervor.

## Schriften
- Das „sozial-rechtsstaatliche Prinzip“ und die Grundrechte: am 18. Januar 1954 / vorgetragen von Ulrich v. Witten, [Hochschule für Verwaltungswissenschaften], Speyer 1954.
- Celle, Portrait einer Stadt und eines Kreises, Meissner, Berlin 2011. ISBN 978-3-87527-119-5.

## Auszeichnungen
- Verwundetenabzeichen in Schwarz
- Kommendator der preußischen Genossenschaft des Johanniterordens (1976–1998)[1]
- Verdienstorden der Bundesrepublik Deutschland, Verdienstkreuz 1. Klasse (1990)
- Ehrenkreuz der Bundeswehr in Gold
- Deutsches Sportabzeichen in Gold
- Viertagekreuz mit Krone